# Július 14.
Július 14. az év 195. (szökőévben 196.) napja a Gergely-naptár szerint. Az évből még 170 nap van hátra.
Névnapok: Örs, Stella + Bonaventúra, Esztellia, Ferenc, Herkules, Jusztusz, Kamill, Kamilló, Örsi, Zala, Zalán, Zalánka

## Események
- 939 – IX. István pápa megválasztása.
- 1700 – A konstantinápolyi béke lezárja az Oszmán Birodalom és Oroszország között 1686 óta folytatott háborút; Ororszország megkapja Azovot.[1]
- 1789 – Párizsban a Bastille elfoglalásával kitör a francia forradalom.[2]
- 1791 – Felkelés Birmingham-ben, Angliában.
- 1849 – A Bácskában, Kishegyes (Mali Iđoš), Feketehegy (Feketić) és Szeghegy (Sekić, ma: Lovćenac) között Vetter Antal és Guyon Richárd szétverik Jellasics horvát bán császári hadseregét. Ez volt a magyar szabadságharc utolsó győzelmes csatája.
- 1899 – Luis Gálvez fegyveres expedíciója a bolíviai Acréban, az Acrei Köztársaság kikiáltása és az acrei háború kezdete.
- 1944 – A moszkvai csehszlovák követ közli V. Zorinnal, a szovjet külügyminisztérium 4. európai osztályának vezetőjével, hogy a „felszabaduló” Kárpátalja csehszlovák kormánybiztosává František Nemec gazdasági és újjáépítési minisztert nevezték ki.
- 1944 – 600 amerikai bombázó szőnyegbombázása a budapesti olajfinomítók és a Danubia vegyigyár ellen. Egy másik amerikai légi kötelék teljesen elpusztítja a péti Nitrogén Művek ammóniagyárait.
- 1956 – Átadják a Keleti-főcsatornát.
- 1958 – Forradalom Irakban: az Abdul Karim Kasszem tábornok által vezetett nemzeti felkelők megdöntik a monarchiát, kikiáltják az Iraki Köztársaságot.
- 1965 – Az amerikai Mariner–4 űrszonda 9200 km-ről fényképezi a Marsot. Ezek az első közeli fényképek egy másik bolygóról.
- 1988 – Az utolsó végrehajtott halálos ítélet Magyarországon (Vadász Ernő, 1960–1988, akasztás).
- 1989 – A Fiumei úti sírkertben eltemették Kádár Jánost.
- 2000 – Budapesten megnyitja kapuit a Magyar Vasúttörténeti Park, Közép-Európa legnagyobb interaktív vasúti múzeuma.
- 2002 – Párizsban, a Bastille-nál a nemzeti ünnepen merényletet kísérelnek meg Jacques Chirac francia köztársasági elnök ellen, aki sértetlen marad.
- 2003 – Megszületett a magyar Wikipédia első szócikke, az Omega.
- 2003 – Elkészült a magyar Wikipédia felületének lefordítása.
- 2006 – Jarosław Kaczyński veszi át a miniszterelnöki posztot Kazimierz Marcinkiewicztől a PiS, az ultranacionalista Lengyel Családok Ligája, valamint a populista agrárpárt, az Önvédelem alkotta koalíciós kormány élén.[3]
- 2015 – New Horizons amerikai műhold elhaladása a Pluto mellett.
- 2016 – Terrortámadás Nizzában a francia nemzeti ünnepen.[4]

## Sportesemények
Formula–1
- 1951 –  brit nagydíj, Silverstone - Győztes: José Froilán González (Ferrari)
- 1956 –  brit nagydíj, Silverstone - Győztes: Juan Manuel Fangio (Ferrari)
- 1973 –  brit nagydíj, Silverstone - Győztes: Peter Revson (McLaren Ford)
- 1979 –  brit nagydíj, Silverstone - Győztes: Clay Regazzoni (Williams Ford)
- 1991 –  brit nagydíj, Silverstone - Győztes: Nigel Mansell (Williams Renault)
- 1996 –  brit nagydíj, Silverstone - Győztes: Jacques Villeneuve (Williams Renault)

## Születések
- 1602 – Jules Mazarin olasz-francia diplomata, egyházi politikus, államférfi († 1661)
- 1804 – Benedek Lajos magyar katonatiszt, császári és királyi táborszernagy († 1881)
- 1826 – Vasvári Pál magyar író, történész, politikus († 1849)
- 1862 – Gustav Klimt osztrák festőművész († 1918)
- 1874 – Szabó Iván magyar ügyvéd, bankigazgató, kormányfőtanácsos, felsőházi tag († 1953)
- 1889 – Ante Pavelić, a horvát usztasa mozgalom alapítója, a Független Horvát Állam vezére (poglavnik)  († 1959)
- 1898 – Selmeczi Mihály magyar színész, Érdemes Művész († 1966)
- 1903 – Irving Stone amerikai író († 1989)
- 1907 – Chico Landi brazil autóversenyző († 1989)
- 1908 – Glancz Sándor magyar asztaliteniszező, négyszeres világbajnok († 1974)
- 1910 – William Hanna amerikai rajzfilmes, a "Frédi és Béni" sorozat szerzőpárosának egyik tagja († 2001)
- 1912 – Woody Guthrie amerikai énekes, dalszöveg író († 1967)
- 1913 – Gerald Ford, az Amerikai Egyesült Államok 38. elnöke, hivatalban 1974–1977-ig († 2006)
- 1916 – Natalia Ginzburg (sz. Natalia Levi) olasz írónő († 1991)
- 1918 – Ingmar Bergman svéd filmrendező († 2007)
- 1918 – Jay Wright Forrester amerikai egyetemi tanár, a számítógép-tudomány egyik úttörője († 2016)
- 1919 – Lino Ventura (er. Angiolino Giuseppe Pasquale Ventura) olasz–francia színész († 1987)
- 1926 – Sárosdy Rezső Jászai Mari-díjas magyar színész, érdemes művész, a debreceni Csokonai Színház örökös tagja († 2000)
- 1927 – Fontos Magda magyar színésznő
- 1930 – Rimanóczy Yvonne Jászai Mari-díjas magyar jelmeztervező
- 1931 – Boross László magyar biokémikus, egyetemi tanár († 2012)
- 1933 – Varga Edit magyar színésznő
- 1938 – Tommy Vig magyar ütőhangszeres zenész, zeneszerző, rendező, hangszerelő, karmester, big band vezetője, szerző, feltaláló
- 1939 – Karel Gott cseh énekes, „a Kelet Sinatrája” († 2019)
- 1942 – Javier Solana spanyol politikus, 1995 és 1999 között a NATO főtitkára
- 1945 – Kudlik Júlia magyar újságíró, televíziós műsorvezető, bemondó, a Magyar Televízió örökös tagja
- 1946 – Vincent Pastore amerikai színész
- 1950 – Győrössy Ferenc altábornagy, az MH Szárazföldi Parancsnokság parancsnoka (2001–2006) († 2017)
- 1953 – Várkonyi Szilvia magyar színésznő
- 1955 – Szerémi Zoltán magyar színész
- 1955 – Puhl Sándor magyar - nemzetközi labdarúgó játékvezető
- 1962 – Erdős Mariann magyar színésznő
- 1966 – Matthew Fox amerikai színész, modell
- 1967 – Bagossy László Jászai Mari-díjas magyar színházrendező, író
- 1971 – Fischl Mónika Liszt Ferenc-díjas magyar színésznő, énekesnő, primadonna
- 1973 – Fazakas Géza Jászai Mari-díjas magyar színész
- 1975- Schmöltz Miklós székesfehérvári közös képviselő
- 1977 – Viktória svéd királyi hercegnő
- 1979 – Maier Petruţa Ramona, román kézilabdázó[5]
- 1984 – Balogh Edina magyar színésznő, ex-szépségkirálynő
- 1986 – Yorick de Bruijn holland műugró
- 1986 – Lovas Rozi magyar színésznő
- 1987 – Barabás Richárd magyar színész, aktivista, politikus
- 1987 – Sara Canning kanadai színésznő
- 1987 – Mészáros Anett magyar Európa-bajnok cselgáncsozó
- 1990 – Fülöp Lili ritmikus gimnasztika versenyző
- 1991 – Tompa Orsolya, magyar úszónő

## Halálozások
- 1223 – II. Fülöp Ágost, francia király (* 1165)
- 1790 – Ernst Gideon von Laudon osztrák tábornagy, a Habsburg Birodalom egyik legsikeresebb hadvezére (* 1716)
- 1817 – Madame de Staël (sz. Anne Louise Germaine von Staël-Holstein), svájci származású francia írónő (* 1766)
- 1827 – Augustin-Jean Fresnel francia fizikus, a Francia Akadémia tagja (* 1788)
- 1881 – Billy, a Kölyök Hírhedt amerikai törvényen-kívüli (* 1859)
- 1939 – Alfons Mucha (er. neve Alfons Maria Mucha), cseh származású francia festőművész, a szecesszió képviselője (* 1860)
- 1957 – Bill Whitehouse brit autóversenyző (* 1909)
- 1957 – Herbert MacKay-Fraser amerikai autóversenyző (* 1927)
- 1967 – Tudor Arghezi román költő, prózaíró, műfordító, publicista (* 1880)
- 1975 – Lengyel József, Kossuth-díjas magyar író, költő (* 1896)
- 2002 – Fernando Belaúnde Terry, perui politikus, 1963–1968 és 1980–1985 között Peru elnöke (* 1912)
- 2003 – Janikovszky Éva, Kossuth-díjas magyar író, költő (* 1926)
- 2004 – Tadeusz Sołtyk, lengyel mérnök, repülőgép-tervező (* 1909)
- 2016 – Esterházy Péter Kossuth-díjas magyar író (* 1950)
- 2019 – Fazekas Árpád gyermekorvos, helytörténeti kutató (* 1924)
- 2020 – Bogdán László magyar politikus, Cserdi polgármestere, cigány polgárjogi aktivista (* 1974)

## Nemzeti ünnepek, évfordulók, események
- Franciaországban 1790 óta, Charles-Maurice Talleyrand püspök javaslatára[forrás?]  e napon ünneplik a Függetlenség Napját[forrás?], a Bastille 1789. évi elfoglalásának emlékére.
- Svédország – Viktória svéd királyi hercegnő Svédország trónörököse születésnapja (1977). (Teljes nevén Victoria Ingrid Alice Désirée)